# بروكس كونراد
بروكس كونراد (بالإنجليزية: Brooks Conrad)‏ هو لاعب كرة قاعدة أمريكي، ولد في 16 يناير 1980 في سان دييغو في الولايات المتحدة.

## وصلات خارجية
- بروكس كونراد على موقع دوري كرة القاعدة الرئيسي (الإنجليزية)
- بروكس كونراد على موقع الدوري الياباني لكرة القاعدة (الإنجليزية)
- بروكس كونراد على موقعبيزبول رفرنس.كوم (الدوري الرئيسي) (الإنجليزية)
- بروكس كونراد على موقعبيزبول رفرنس.كوم (الدوري الثانوي) (الإنجليزية)
- بروكس كونراد على موقع إي إس بي إن.كوم (أم.أل.بي) (الإنجليزية)
- بروكس كونراد على موقع مشجعي الرسوم البيانية (الإنجليزية)